# Eleanore Pettersen
Eleanore Kendall Pettersen (n. Passaic, Nova Jersey, Estats Units; 1916 – f. Saddle River, Nova Jersey, Estats Units; 15 de gener de 2003) va ser una arquitecta nord-americana. Va destacar a Nova Jersey, fou de les primeres dones que va aconseguir el títol professional en l'estat.
Eleanore va viatjar a Nova York per estudiar en Cooper Union, universitat privada de la ciutat. Al principi tenia la idea de ser pintora, però finalment va estudiar arquitectura.
Es va graduar l'any 1941, va anar de les primeres dones oriündes de Nova Jersey a aconseguir el títol d'arquitecta. Va aconseguir ser avalada en altres estats a més de Nova York i Nova Jersey, com Connecticut, Geòrgia, Maine, Massachusetts i Carolina del Nord.
Des de 1941 a 1943 va estudiar amb Frank Lloyd Wright, un dels arquitectes més destacats del segle xx.
Es va enfocar en l'arquitectura residencial, un dels seus treballs més destacats va ser el 1971, quan va dissenyar una casa de 15 peces més piscina i pista de tennis per al president dels Estats Units Richard Nixon.
Va tornar a la Cooper Union el 1976, per culminar una llicenciatura en arquitectura.
Va tenir dues empreses: Eleanore Pettersen, A.I.A., un estudi d'arquitectura, i Design Collaborative, enfocada en disseny d'interiors.
Va ser pionera en Nova Jersey respecte a la inclusió de la dona en l'arquitectura. El 1978 va ser triada com a presidenta de la Comissió d'Arquitectes de Nova Jersey, la primera dama a aconseguir aquesta posició. El 1984, va ser la primera dona que va ocupar la presidència de la Societat d'Arquitectes de Nova Jersey. A l'any següent, va ser designada com a presidenta del American Institute of Architects, en el seu estat natal i va arribar a ser directora regional el 1986.

## Reconeixements
- 1965: Professional Achievement Citation – Cooper Union[2]
- 1967: North Jersey Architectural Award – Centre Cultural i Lliga d'Arquitectes del Nord de Nova Jersey[2]
- 2010: Michael Greus Lifetime Achievement Award – American Institute of Architects New Jersey (pòstum)[4]